# Omyl hazardního hráče

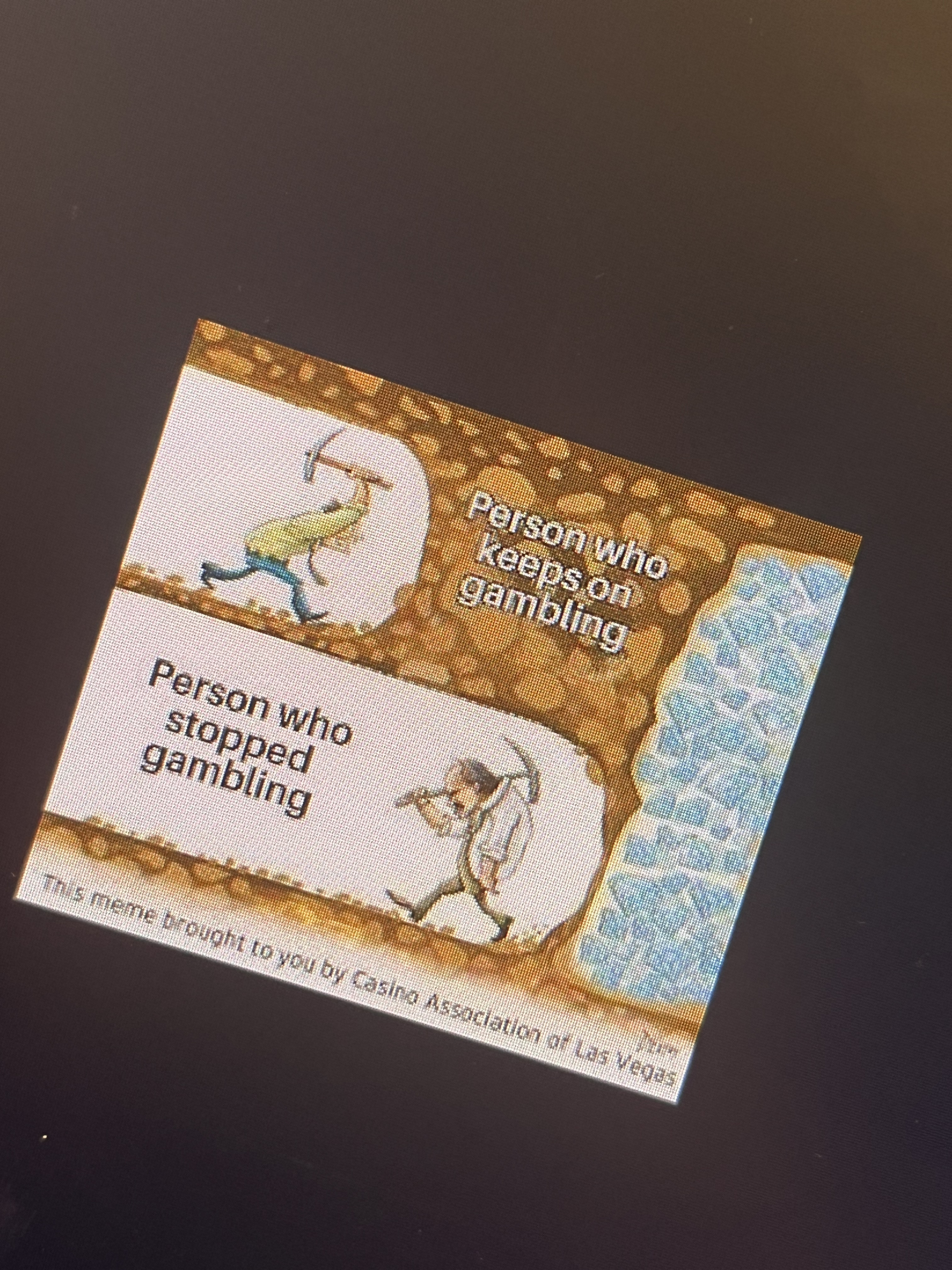
Internetový mem znázorňující omyl hazardního hráče

Omyl hazardního hráče (známý také jako hráčův omyl nebo klam Monte Carla) je mylné přesvědčení, že pokud se nějaký náhodný jev v minulosti vyskytoval častěji než obvykle, je pravděpodobné, že v budoucnu se naopak bude vyskytovat méně často (a naopak).
Ve skutečnosti jsou náhodné jevy statisticky nezávislé a předchozí výsledky nemají vliv na pravděpodobnost výsledku („mince nemá žádnou paměť“).
Termín klam Monte Carla (anglicky Monte Carlo fallacy) odkazuje na případ, kdy v kasinu v Monte Carlu v roce 1913 padla na ruletě šestadvacetkrát černá.